# ماثيو شديد

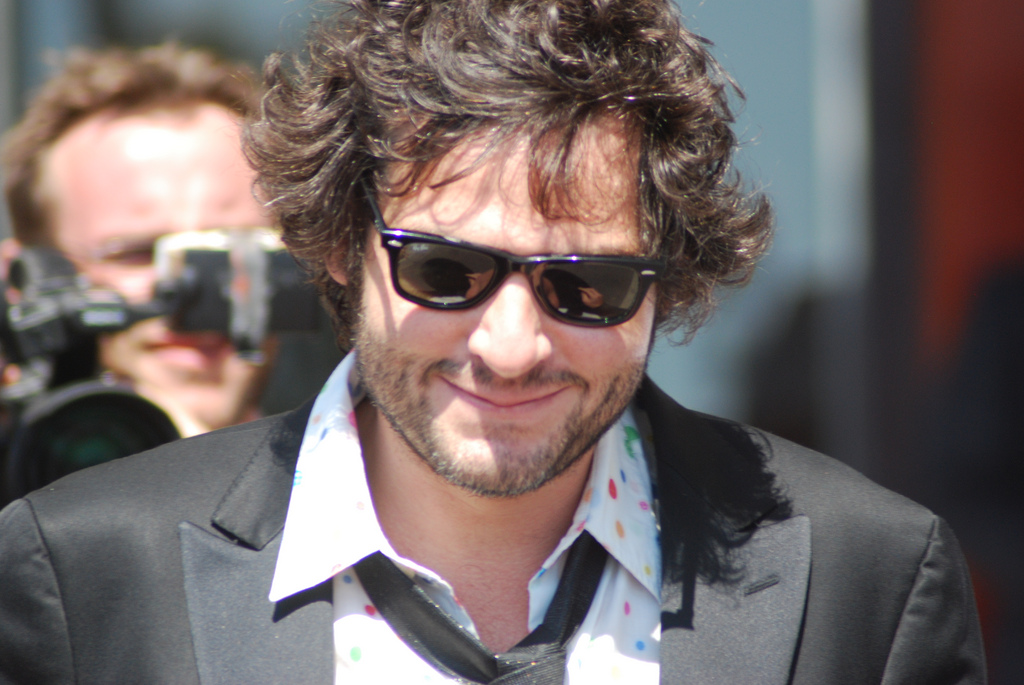
ماثيو شديد

ماثيو شديد (بالفرنسية: Matthieu Chedid)‏ ويسمي نفسه بالحرف «إم» (بالفرنسية ‑M-) وهو مغني روك فرنسي وموسيقي عازف غيتار وكيبورد من أصل مصري لبناني ولد في يوم 21 ديسمبر 1971 في مدينة بولون-بيانكور في فرنسا.

## وصلات خارجية
- ماثيو شديد على موقع IMDb (الإنجليزية)
- ماثيو شديد على موقع ألو سيني (الفرنسية)
- ماثيو شديد على موقع ميوزك برينز (الإنجليزية)
- ماثيو شديد على موقع أول موفي (الإنجليزية)
- ماثيو شديد على موقع قاعدة بيانات الأفلام السويدية (السويدية)
- ماثيو شديد على موقع أول ميوزيك (الإنجليزية)
- ماثيو شديد على موقع ديسكوغز (الإنجليزية)
- ماثيو شديد على موقع ديسكوغز (الإنجليزية)
- ماثيو شديد على موقع قاعدة بيانات الفيلم (الإنجليزية)
- ماثيو شديد على موقع كينوبويسك (الروسية)

- الموقع الرسمي